# 문제안
문제안(文濟安, 1920년 ~ 2012년 6월 17일)은 대한민국의 언론인이다. 대한민국 방송기자 1호로 유명하다.

## 생애
1920년 경성부에서 태어났다. 1943년 경성방송국에 입사했다. 경성방송국에 근무하던 도중 해방을 맞이했다. 1945년 9월 9일 제1방송을 한국어 방송 채널로 바꾸는데 결정적인 역할을 했다. 광복 이후 국내 최초의 방송 취재 기자가 되었으며, 미군정과의 의견대립으로 방송사를 그만둔 다음에도 언론계에 투신, 조선통신, 경향신문, 자유신문, 서울신문, 조선일보등 기자로 지내며 활동하였다.
대한민국 정부 수립 이후에도 언론계에서 지냈으며, 한국전쟁때 서울신문 종군기자로 활동을 했는데, 1953년 정전협정 과정 보도에 대해 상세히 보도하는데 활약했다. 한국전쟁 이후 공병우와 최현배의 적극적인 권유와 도움으로 ‘한글운동가’로 한글학회 단체에 오랫동안 활동했다.
1966년부터 서라벌예대를 시작으로 1974년 수도여사대, 1979년 원광대 교수 등을 지냈다. 1987∼1999년에는 한글문화단체모두모임 사무총장을 역임했다.

## 수상경력
- 금성화랑무공훈장
- 최우수문화영화상(남대문)
- 제18회 외솔상(한글운동 실천부문)

## 저서
- ‘종군기 남북삼천리’

## 참고자료
- 방송기자 1호 문제안씨
- 문제안 등저 (2005년 8월 5일). 《8·15의 기억: 해방공간의 풍경, 40인의 역사체험》. 서울: 한길사. ISBN 9788935655564.
- 조선일보사 사료연구실 저 (2004년 12월 22일). 《조선일보 사람들 광복이후 편》. 서울: 랜덤하우스코리아. ISBN 9788957579237.